# VentureStar
VentureStar je bil ameriški koncept večkrat uporabljivega vesoljskega plovila, ki bi dosegel orbito v samo eni stopni (SSTO). Cilj je bil razviti platformo, ki bi nasledila Space Shuttla in bi imela dosti nižje stroške izstrelitve, večjo varnost in manj kompleksna za rokovanje. VentureStar bi po vesoljskem letu pristal podobno kot Space Shuttle.